# مارشال دبليو. ماسون
مارشال دبليو. ماسون (بالإنجليزية: Marshall W. Mason)‏ هو مخرج أمريكي، ولد في 24 فبراير 1940 في أماريلو في الولايات المتحدة.

## وصلات خارجية
- مارشال دبليو. ماسون على موقع IMDb (الإنجليزية)
- مارشال دبليو. ماسون على موقع قاعدة بيانات برودواي على الإنترنت (الإنجليزية)
- مارشال دبليو. ماسون على موقع قاعدة بيانات الفيلم (الإنجليزية)